# Europees kampioenschap voetbal 2020 (Groep B) Finland - België
Dit artikel gaat over de wedstrijd in de groepsfase in groep B tussen Finland en België die gespeeld werd op maandag 21 juni 2021 in het Krestovskistadion te Sint-Petersburg tijdens het Europees kampioenschap voetbal 2020. Het duel was de dertigste wedstrijd van het toernooi.

## Voorafgaand aan de wedstrijd
- Finland stond bij aanvang van het toernooi op de 54ste plaats van de FIFA-wereldranglijst.[1] 29 Europese landen en 22 EK-deelnemers stonden boven Finland op die lijst. België bezat sinds 2018 de eerste plaats.[2]
- Finland en België troffen elkaar voorafgaand aan deze wedstrijd al elf keer. Finland won viermaal, België zegevierde drie keer en vier keer eindigde het duel onbeslist.
- Voor Finland was dit haar eerste deelname aan een groot eindtoernooi ooit. België nam voor een zesde maal deel aan een EK-eindronde en voor de tweede achtereenvolgende keer. Op het EK 1980 bereikte België de finale.
- Eerder in de groepsfase won Finland met 0–1 van Denemarken en verloor het met 0–1 van Rusland. Om zich te verzekeren van de tweede plaats in de groep, en dus een plaats in de volgende ronde, moest Finland winnen, of gelijkspelen als Rusland verloor van Denemarken. België won met 3–0 van Rusland en met 1–2 van Denemarken. België had zich al gekwalificeerd voor de achtste finales en had genoeg aan een gelijkspel om zich te verzekeren van de groepswinst.

## Wedstrijdgegevens[3]
| Datum                  | 21 juni 2021                                                                                      | 21 juni 2021                                                                                      |
| Aftrap                 | 21:00 uur                                                                                         | 21:00 uur                                                                                         |
| Wedstrijdnummer        | 30                                                                                                | 30                                                                                                |
| Stadion                | Krestovskistadion, Sint-Petersburg                                                                | Krestovskistadion, Sint-Petersburg                                                                |
| Toeschouwers           | 18.545                                                                                            | 18.545                                                                                            |
| Scheidsrechter         | Felix Brych                                                                                       | Felix Brych                                                                                       |
| Assistenten            | Mark Borsch Stefan Lupp                                                                           | Mark Borsch Stefan Lupp                                                                           |
| Vierde official        | Davide Massa                                                                                      | Davide Massa                                                                                      |
| Videoscheidsrechters   | Marco Fritz Christian Dingert (assistent) Christian Gittelmann (assistent) Kevin Blom (assistent) | Marco Fritz Christian Dingert (assistent) Christian Gittelmann (assistent) Kevin Blom (assistent) |
| Man van de wedstrijd   | Kevin De Bruyne                                                                                   | Kevin De Bruyne                                                                                   |
|                        | Finland                                                                                           | België                                                                                            |
| Doelpunten             | 0                                                                                                 | 2                                                                                                 |
| Gele kaarten           | 0                                                                                                 | 0                                                                                                 |
| Rode kaarten           | 0                                                                                                 | 0                                                                                                 |
| Wissels                | 5                                                                                                 | 4                                                                                                 |
| Schoten op doel        | 1                                                                                                 | 7                                                                                                 |
| Schoten naast doel     | 1                                                                                                 | 7                                                                                                 |
| Overtredingen          | 6                                                                                                 | 10                                                                                                |
| Hoekschoppen           | 0                                                                                                 | 5                                                                                                 |
| Buitenspel             | 0                                                                                                 | 2                                                                                                 |
| Passnauwkeurigheid (%) | 84                                                                                                | 90                                                                                                |
| Balbezit (%)           | 42                                                                                                | 58                                                                                                |

| Finland | 0 – 2          | België |
| | goals (assist) | 74' (e.d.) Lukáš Hrádecký (Thomas Vermaelen) 81' Romelu Lukaku (Kevin De Bruyne)                                                                                                 |
| Markku Kanerva | bondscoach     | Roberto Martínez |
| Lukáš Hrádecký ( 59') Jukka Raitala Joona Toivio Paulus Arajuuri Daniel O'Shaughnessy Jere Uronen 70' Robin Lod 90+1' Tim Sparv 59' Glen Kamara Joel Pohjanpalo 70' Teemu Pukki 90+1' | opstellingen   | Thibaut Courtois Dedryck Boyata Jason Denayer Thomas Vermaelen 75' Leandro Trossard 90+1' Kevin De Bruyne Axel Witsel Nacer Chadli 76' Jérémy Doku 84' Romelu Lukaku Eden Hazard |
| Rasmus Schüller 59' Joni Kauko 70' Nikolai Alho 70' Marcus Forss 90+1' Fredrik Jensen 90+1'                                                                                           | wissels        | 75' Thomas Meunier 76' Michy Batshuayi 84' Christian Benteke 90+1' Hans Vanaken                                                                                                  |
| | gele kaarten   | |
| | rode kaarten   | |